# Nickelodeon Magazine
Nickelodeon Magazine is een jeugdtijdschrift dat verbonden is aan de Nederlandse televisiezender Nickelodeon. Het tijdschrift werd sinds eind september 2005 uitgegeven door Sanoma; vanaf 30 april 2015 is FC Klap de uitgever. Het bevat artikelen die gerelateerd zijn aan diverse tv-programma's die door Nickelodeon worden uitgezonden. 
Op 26 augustus 2007 organiseerde het blad voor het eerst een Magazinedag, waarop meerdere Nickelodeon-presentatoren in Dierenrijk Europa bijeen kwamen voor een ontmoeting met de lezers.
In het najaar van 2016 werd de huisstijl van het blad aangepast door de vormgevers van FC Klap. Er zijn nieuwe rubrieken aan het blad toegevoegd en de bekende Nick-karakters komen nog meer naar voren. Nickelodeon Magazine komt zes keer per jaar uit, waaronder drie dubbeldikke edities.